# Centre administratif

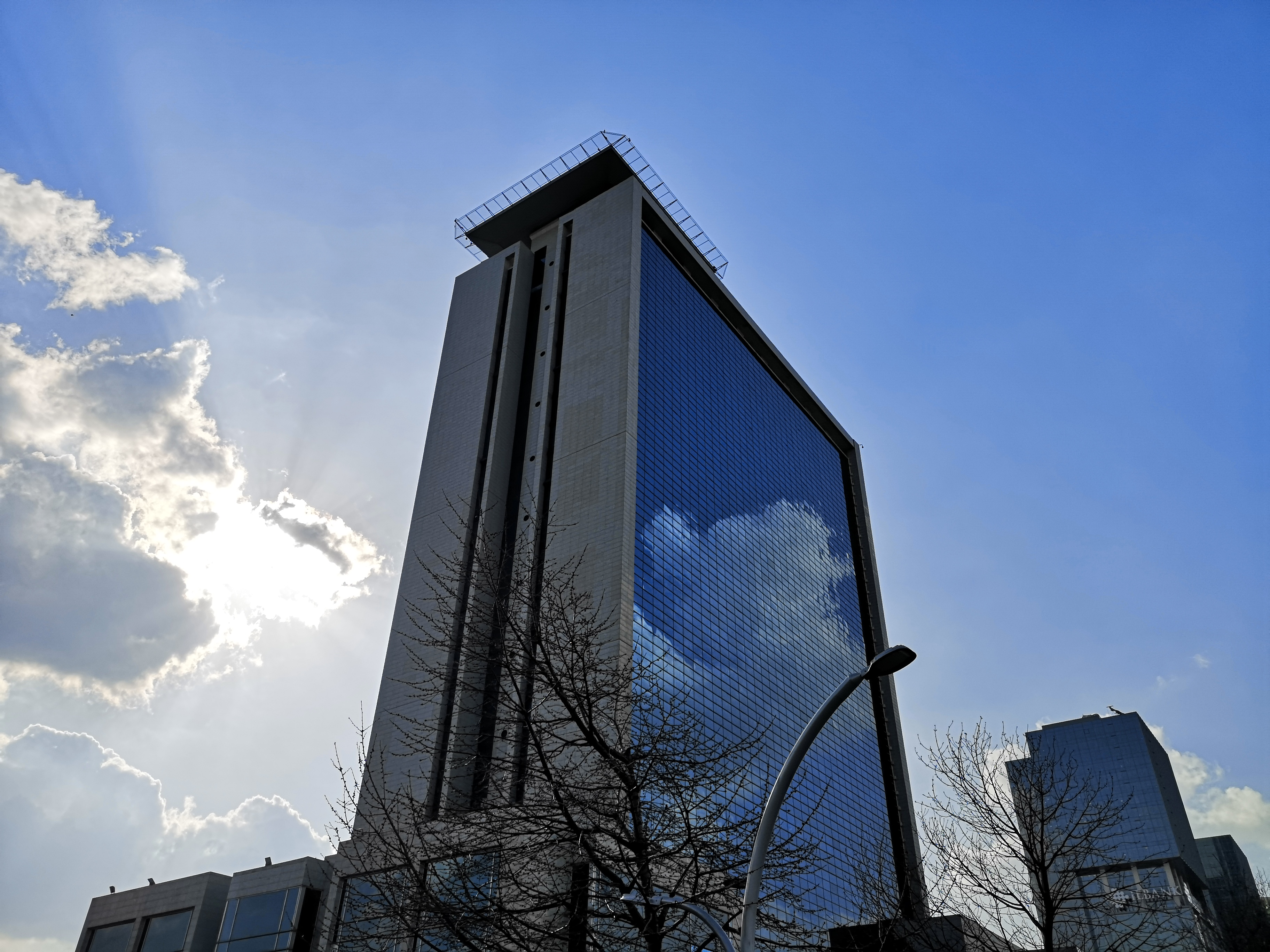
Bâtiment du siège de la municipalité d’Ankara en Turquie en 2023.

Un centre administratif est le siège d'une administration nationale, régionale, ou à l'échelle de la ville, et désigne également le bâtiment concentrant l'administration. En France, les centres administratifs régionaux ou départementaux sont les chefs-lieux, dénomination que beaucoup de pays francophones ont repris. La mairie désigne le centre administratif à l'échelle de la ville. Dans les pays anglophones, on parle de siège (en anglais seat), de comté ou de gouvernement local pour désigner le centre administratif.

## En Russie

### District fédéral
La structure fédérale de la Russie la divise en plusieurs districts fédéraux. Chacun de ces districts possède son propre centre administratif (« capitale »), dans lequel sont concentrés les autorités fédérales, les tribunaux, les centres économiques et industriels. Dans chaque centre administratif, il existe un bureau de représentation du Président de la Russie d'un district fédéral donné. Cette centralisation du pouvoir distingue la « capitale » du district fédéral des autres villes. Souvent, les centres administratifs sont des villes de plus d'un million d'habitants dotées des infrastructures socio-économiques les plus développées :
- Saint-Pétersbourg est le centre administratif du district fédéral du Nord-Ouest ;
- Novossibirsk est le centre administratif du district fédéral sibérien ;
- Ekaterinbourg est le centre administratif du district fédéral de l'Oural ;
- Nijni Novgorod est le centre administratif du district fédéral de la Volga ;
- Rostov-sur-le-Don est le centre administratif du district fédéral du Sud ;
- Piatigorsk est le centre administratif du district fédéral du Caucase du Nord.

### Sujets de la fédération de Russie
Le statut des villes en tant que centres administratifs des sujets de la fédération de Russie, est déterminé par la législation locale.
Dans l'oblast de Moscou, le centre administratif n'est pas défini ; car de jure, il s'agit de Moscou alors que cette ville est un sujet distincts de la Russie (une partie des compétences du centre administratif de l'oblast de Moscou est attribuée à Krasnogorsk).

### Municipalités
Dans la fédération de Russie, dans la loi fédérale « sur les principes généraux de l'organisation de l'autonomie locale dans la fédération de Russie », à l'article 2. Termes et concepts de base, la définition suivante est donnée :
« Le centre administratif d'un établissement rural, d'un raïon municipal ou d'un okroug urbain est une localité qui est déterminée en tenant compte des traditions locales et de l'infrastructure sociale existante et dans laquelle, conformément à la loi du sujet de la gédération de Russie, se trouve l'organe représentatif de la formation municipale correspondante ».
Malgré cette définition, les chartes de nombreux okrougs urbains et communes urbaines en Russie ne mentionnent pas le centre administratif de ces municipalités.